# Vía Maris

La Vía Maris (violeta), el Camino de los Reyes (rojo) y otras rutas comerciales antiguas, c. 1300 a. C.

Vía Maris es el nombre moderno de una antigua ruta comercial que desde la Edad de Bronce unía Egipto con los imperios de Siria, Anatolia y Mesopotamia (zona geográfica correspondiente a los actuales Siria, Turquía, Israel, Irán e Irak).

## Historia
Originalmente se la llamó Ruta de los Filisteos, en referencia a su paso a través de la planicie de Filistea. El nombre "Vía Maris" (en latín, camino del mar) proviene de la traducción del Nuevo Testamento al latín vulgar de la Vulgata, donde aparece mencionada:

Terra Zabulon et terra Nephthalim via maris trans Iordanen Galilaeae gentium.
Tierra de Zabulón y tierra de Neftalí, camino del mar, al otro lado del Jordán, Galilea de los gentiles
Mateo, 4:15.

También hay una referencia a la Vía Maris en Isaías, 9:1.

## Tramo

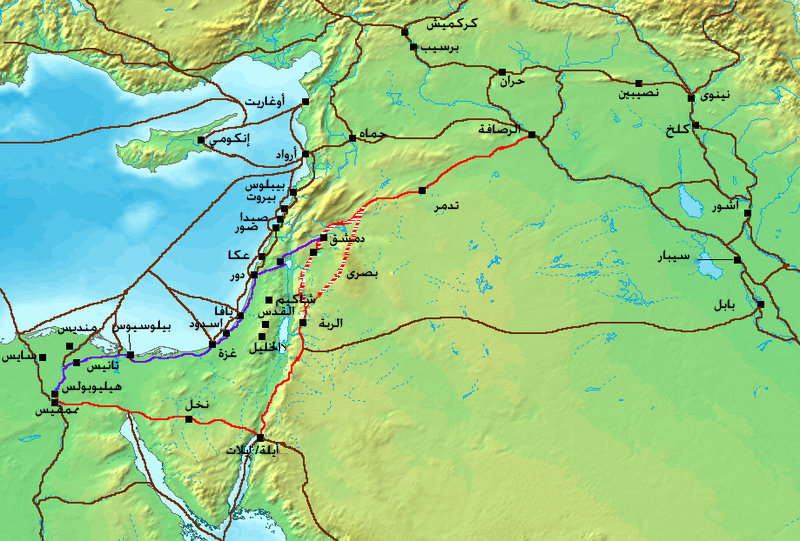
Camino de los Reyes (rojo) y Camino del Mar (violeta) entre un grupo de antiguos caminos levantinos en 1300.

Junto con el Camino de los Reyes, la Vía Maris fue una de las mayores rutas que unían Egipto y Oriente Próximo con Anatolia y Mesopotamia. Comenzaba en al-Qantara, (en la frontera con Egipto) y marchaba al este hacia Pelusio, seguía la costa norte de la península de Sinaí, a través de el-Arish y Rafah. Este tramo era el Camino de Horus, una línea de fortines a una jornada de distancia unos de otros, que los faraones mantenían con almacenes y agua para abastecer al ejército en sus campañas asiáticas. 
Desde Rafah corría paralela a la costa de Canaán pasando por Gaza, Ashdod, Jaffa, y Dor antes de girar al este, y llegaba a Megiddo. En esta ciudad se dividía en dos ramales: el oriental pasaba junto al monte Tabor en dirección a Cafarnaúm y Tiberíades junto al mar de Galilea y seguía hacia Hazor, altos del Golán y Damasco, donde desembocaba en el Camino de los Reyes. El ramal occidental, discurriendo paralelo a la costa iba desde Megiddo hacia Acre, Tiro y Sidón.